# Persone di nome Marius
| Questa pagina contiene informazioni ricavate automaticamente dalle voci biografiche con l'ausilio del template Bio e di un bot. L'aggiornamento è periodico e automatico e ricostruisce completamente la pagina. Se manca una persona in questa lista, sei pregato di non aggiungerla, ma accertati piuttosto che la sua voce biografica contenga il template Bio e che i dati anagrafici siano correttamente compilati. Se il template Bio manca, inseriscilo tu stesso o, in alternativa, metti l'avviso {{tmp\|Bio}} che ne segnala la mancanza. Se i dati riportati sono sbagliati, correggi direttamente la voce biografica; le modifiche saranno visibili in questa lista entro pochi giorni. Per chiarimenti vedi il progetto antroponimi. La lista contiene solo le 117 persone che sono citate nell'enciclopedia e per le quali è stato implementato correttamente il template Bio. Pagina aggiornata al 6 mag 2025. |

Questa è una lista di persone presenti nell'enciclopedia che hanno il nome Marius, suddivise per attività principale.

## Allenatori di calcio(7)
- Marius Croitoru, allenatore di calcio e ex calciatore rumeno (Giurgiu, n. 1980)
- Marius Lăcătuș, allenatore di calcio, dirigente sportivo e ex calciatore rumeno (Brașov, n. 1964)
- Marius Măldărășanu, allenatore di calcio e ex calciatore rumeno (Ploiești, n. 1975)
- Hans Ooft, allenatore di calcio e ex calciatore olandese (n. 1947)
- Marius Skinderis, allenatore di calcio e ex calciatore lituano (Panevėžys, n. 1974)
- Marius Stankevičius, allenatore di calcio e ex calciatore lituano (Kaunas, n. 1981)
- Marius Șumudică, allenatore di calcio e ex calciatore rumeno (Bucarest, n. 1971)

## Allenatori di pallacanestro(1)
- Marius Prekevičius, allenatore di pallacanestro e ex cestista lituano (Gargždai, n. 1984)

## Antropologi(1)
- Marius Barbeau, antropologo e etnologo canadese (Ste-Marie-de-Beauce, n. 1883 - Ottawa, † 1969)

## Arbitri di rugby a 15(2)
- Marius Jonker, ex arbitro di rugby a 15 sudafricano (Kimberley, n. 1968)
- Marius Mitrea, arbitro di rugby a 15 e dirigente sportivo italiano (Galați, n. 1982)

## Attori(3)
- Marius Bizău, attore italiano (Cluj-Napoca, n. 1983)
- Marius Colucci, attore francese (Parigi, n. 1976)
- Marius Goring, attore britannico (Newport, n. 1912 - Heathfield, † 1998)

## Aviatori(1)
- Marius Eriksen, aviatore, sciatore alpino e allenatore di sci alpino norvegese (Oslo, n. 1922 - Oslo, † 2009)

## Canottieri(1)
- Marius Cozmiuc, canottiere rumeno (Suceava, n. 1992)

## Cantanti(3)
- Marius Bear, cantante svizzero (Bezirk, n. 1993)
- Marius Müller, cantante norvegese (Oslo, n. 1958 - Østre Aker vei, † 1999)
- Marius Müller-Westernhagen, cantante e attore tedesco (Düsseldorf, n. 1948)

## Cestisti(4)
- Marius Grigonis, cestista lituano (Kaunas, n. 1994)
- Marius Runkauskas, cestista lituano (Klaipėda, n. 1986)
- Marius Valinskas, cestista lituano (Kaunas, n. 1999)
- Marius van Andringa, cestista finlandese (Helsinki, n. 1994)

## Ciclisti su strada(3)
- Marius Gallottini, ciclista su strada italiano (Torino, n. 1904 - Chartres, † 2001)
- Marius Mayrhofer, ciclista su strada tedesco (Tubinga, n. 2000)
- Marius Sabaliauskas, ex ciclista su strada lituano (Kaunas, n. 1978)

## Danzatori(1)
- Marius Petipa, ballerino e coreografo francese (Marsiglia, n. 1818 - Gurzuf, † 1910)

## Giavellottisti(1)
- Marius Corbett, ex giavellottista sudafricano (Potchefstroom, n. 1975)

## Ginnasti(3)
- Marius Berbecar, ginnasta rumeno (Bistrița, n. 1985)
- Marius Lefèvre, ginnasta danese (Odense, n. 1875 - Gentofte, † 1958)
- Marius Urzică, ex ginnasta romeno (Toplița, n. 1975)

## Giocatori di calcio a 5(3)
- Marius Anthonisen, giocatore di calcio a 5 e calciatore norvegese (n. 1992)
- Marius Brevig, giocatore di calcio a 5 e ex calciatore norvegese (Oslo, n. 1991)
- Cristian Matei, giocatore di calcio a 5 romeno (n. 1987)

## Giocatori di football americano(2)
- Marius Duis, giocatore di football americano tedesco (n. 1999)
- Marius Klostermann, ex giocatore di football americano tedesco (Colonia, n. 1983)

## Ingegneri(1)
- Marius Barbarou, ingegnere francese (Moissac, n. 1876 - Neuilly-sur-Seine, † 1956)

## Maratoneti(1)
- Marius Kipserem, maratoneta keniota (n. 1988)

## Matematici(1)
- Sophus Lie, matematico norvegese (Nordfjordeid, n. 1842 - Oslo, † 1899)

## Mezzofondisti(1)
- Marius Probst, mezzofondista tedesco (Herne, n. 1995)

## Militari(2)
- Marius Ambrogi, militare e aviatore francese (Marsiglia, n. 1895 - Marsiglia, † 1971)
- Marius Gabriel Cazemajou, militare e esploratore francese (Marsiglia, n. 1864 - Zinder, † 1898)

## Musicologi(1)
- Marius Schneider, musicologo tedesco (Haguenau, n. 1903 - Marquartstein, † 1982)

## Nuotatori(1)
- Marius Kusch, nuotatore tedesco (Datteln, n. 1993)

## Orientalisti(1)
- Marius Canard, orientalista e storico francese (Dracy-Saint-Loup, n. 1888 - Parigi, † 1982)

## Pallavolisti(1)
- Marius Drăghici, ex pallavolista rumeno (Bucarest, n. 1976)

## Piloti automobilistici(1)
- Yves Giraud-Cabantous, pilota automobilistico francese (Parigi, n. 1903 - Parigi, † 1973)

## Pittori(2)
- Marius Borgeaud, pittore svizzero (Losanna, n. 1861 - Parigi, † 1924)
- Marius Vasselon, pittore francese (Saint-Étienne, n. 1841 - Parigi, † 1924)

## Politici(2)
- Job Cohen, politico olandese (Haarlem, n. 1947)
- Marius Nica, politico rumeno (Sânpetru, n. 1980)

## Rapper(1)
- Scarlxrd, rapper, cantante e cantautore britannico (Wolverhampton, n. 1994)

## Rugbisti a 15(2)
- Marius Delport, rugbista a 15 sudafricano (Pretoria, n. 1985)
- Marius Hurter, ex rugbista a 15 e allenatore di rugby a 15 sudafricano (Potchefstroom, n. 1970)

## Saltatori con gli sci(1)
- Marius Lindvik, saltatore con gli sci norvegese (n. 1998)

## Sassofonisti(1)
- Marius Neset, sassofonista e compositore norvegese (Os, n. 1985)

## Scacchisti(1)
- Marius Manolache, scacchista rumeno (Galati, n. 1973)

## Scrittori(1)
- Marius Mercator, scrittore romano (Africa settentrionale)

## Sollevatori(1)
- Marius Cihărean, ex sollevatore rumeno (Pecica, n. 1975)

## Tennisti(2)
- Marius Barnard, ex tennista sudafricano (Città del Capo, n. 1969)
- Marius Copil, tennista romeno (Arad, n. 1990)

## Velocisti(1)
- Marius Broening, velocista tedesco (n. 1983)

## Vescovi cattolici(1)
- Marius Ambrosius Capello, vescovo cattolico fiammingo (Anversa, n. 1597 - Anversa, † 1676)

## Violinisti(1)
- Marius Casadesus, violinista e compositore francese (Parigi, n. 1892 - Suresnes, † 1981)

## Senza attività specificata(2)
- Marius Goosen, allenatore di rugby a 15, dirigente sportivo e ex rugbista a 15 sudafricano (Kleinzee, n. 1974)
- Marius Țincu, allenatore di rugby a 15 e ex rugbista a 15 rumeno (Vânători, n. 1978)